# Гросберен
Гросбе́рен (нем. Großbeeren) — община в Германии, в земле Бранденбург. Знаменита благодаря битве при Гроссберене (1813 год).
Входит в состав района Тельтов-Флеминг. Занимает площадь 51,89 км².
Коммуна подразделяется на 7 сельских округов.

## Население
| Год  | Численность | Численность |
| ---- | ----------- | ----------- |
| 1985 | 3452        | [ 5 ]       |
| 1990 | 3171        | [ 5 ]       |
| 1995 | 3778        | [ 5 ]       |
| 2000 | 6077        | [ 5 ]       |
| 2005 | 7034        | [ 5 ]       |
| 2010 | 7466        | [ 6 ]       |
| 2015 | 8398        | [ 7 ]       |
| 2020 | 8804        | [ 8 ]       |
| 2021 | 8891        | [ 9 ]       |
| 2022 | 9073        | [ 10 ]      |
| 2023 | 9148        | [ 4 ]       |

## История
В XIX веке представлял собой небольшую деревню с населением до 1000 жителей. Именно здесь 23 августа 1813 года состоялась битва между французами и русско-прусско-шведской армией.
По окончании перемирия летом 1813 года Наполеон решил взять Берлин; для этого была выделена армия в 70000 человек, по большей части саксонских войск и войск Рейнского союза, под командованием Удино. Берлин защищала Северная армия: шведы — в Шарлоттенбурге, русские — в Шпандау, пруссаки — на юге от города. Главнокомандующий северной армией Бернадот хотел отдать Берлин, столицу Пруссии, без сражения; пруссаки не соглашались на это. Бернадот был вынужден изменить решение, но не отдавал ожидаемых приказов, так что при наступательном движении корпус Удино встретил вначале лишь разрозненные отряды. Тауенцин отразил первую атаку, но корпус Ренье занял Грос-и Кляйнберен. Тогда, несмотря на приказание Бернадота отступить на Темпельгофские высоты, Бюлов с четырьмя бригадами атаковал и занял Гросберен. Французы отступили, потеряв 3000-4000 человек.